# 2014 ME70
2014 ME70 est un objet transneptunien, faisant partie des cubewanos d'un diamètre au delà de 200 km.